# В защиту Формиона
«В защиту Формиона» — судебная речь древнегреческого оратора Демосфена, сохранившаяся в составе «демосфеновского корпуса» под номером XXXVI. Была произнесена в 350/349 году до н. э., связана с двумя речами против Стефана.

## Содержание и контекст
Формион был вольноотпущенником богатого афинянина по имени Пасион. Выполняя завещание господина, он женился на его вдове Архиппе, стал опекуном его малолетнего сына Пасикла, получил в аренду его трапедзу и мастерскую. Старший сын Пасиона Аполлодор изначально был этим недоволен, а через 20 лет после смерти отца (в 350/349 году до н. э.) подал против Формиона судебный иск. Он утверждал, что при возвращении трапедзы наследникам Пасиона Формион должен был отдать ещё и 11 талантов, упоминавшихся в одной долговой расписке, а с ними — накопившиеся проценты. Демосфен написал речь для одного из защитников.
«В защиту Формиона» — одна из немногих речей, в связи с которыми известно, чем закончилось дело. Из текста первой речи против Стефана, написанной Демосфеном для Аполлодора, следует, что суд принял решение в пользу Формиона.